# 明俊
明俊（？—1809年7月18日），字哲堂，满洲镶黄旗人，富察氏，清朝外戚、三等承恩公。

## 生平
明俊是傅玉之子。嘉庆四年十二月己亥，袭三等承恩公。嘉庆九年任杭州将军，十四年任广州将军，后诰封武显将军。

## 家庭
女富察氏，宗室綿全嫡妻、奉恩镇国公宗室綿齡繼妻、奉恩将军宗室綿煥繼妻。